# Vita, morte e miracoli di Bonfiglio Liborio
Vita, morte e miracoli di Bonfiglio Liborio è un romanzo di Remo Rapino, pubblicato nel 2019 e vincitore del Premio Campiello del 2020.

## Trama
(Remo Rapino, cerimonia di premiazione del Premio Campiello)
Il romanzo ripercorre parte della storia d'Italia, dal fascismo all'autunno caldo e agli anni di piombo, con uno sguardo atipico, ossia attraverso le vicende del protagonista Bonfiglio Liborio (1926-2010), la «cocciamatte» del paese.

## Edizioni
- Remo Rapino, Vita, morte e miracoli di Bonfiglio Liborio, minimum fax, 2019, ISBN 978-88-3389-087-6.

## Riconoscimenti
- 2019: finalista al Premio Napoli
- 2020: vincitore al Premio Campiello